# Michael Leithner
Michael Leithner (1804 – 1876) byl rakouský politik německé národnosti z Horních Rakous, během revolučního roku 1848 poslanec Říšského sněmu.

## Biografie
Roku 1849 se uvádí jako Michael Leitner, majitel hospodářství v obci Goldwörth.
Během revolučního roku 1848 se zapojil do veřejného dění. Ve volbách roku 1848 byl zvolen i na ústavodárný Říšský sněm. Zastupoval volební obvod Urfahr. Tehdy se uváděl coby majitel hospodářství. Náležel ke sněmovní levici.